# Кіптівка
Кіпті́вка —  село в Україні, у Лозівському районі Харківської області. Населення становить 58 осіб. Входить до складу Біляївської селищної громади.

## Географія
Село Кіптівка знаходиться на відстані 4 км від річки Орілька і за 8 км від річки Оріль. По селу протікає пересихаюча річечка на якій зроблено загату. За 3 км розташоване село Миронівка.

## Історія
- 1850 - дата заснування.
- 12 червня 2020 року, відповідно до Розпорядження Кабінету Міністрів України  № 725-р «Про визначення адміністративних центрів та затвердження територій територіальних громад Харківської області», увійшло до складу Біляївської селищної громади[1].
- 19 липня 2020 року, в результаті адміністративно - територіальної реформи та ліквідації Первомайського району, село увійшло до складу Лозівського району Харківської області[2].